# Bridget Moynahan
Kathryn Bridget Moynahan, född 28 april 1971 i Binghamton, New York, är en amerikansk skådespelerska och fotomodell.

## Biografi
Bridget Moynahan växte upp i Longmeadow, Massachusetts. I highschool var hon lagkapten i skolans basketlag. Hon var även en framstående fotbollsspelare. Bridget fick sedan kontrakt med Ford Models. Hon hade en framgångsrik karriär med bl.a. framsidor på sådana tidningar som Glamour, New Woman, Shape och Vogue.
2000 fick hon en roll på vita duken i filmen Coyote Ugly. Dock var det i rollen som "Natasha" i Sex and the City hon fick sitt stora genombrott.
Moynahan har sonen John (född 2007) tillsammans med Tom Brady.

## Filmografi i urval
- 1999-2000 - Sex and the City (TV-serie) - Natasha (7 avsnitt)
- 2000 - Row Your Boat - Lägenhetsägaren
- 2000 - In the Weeds - Amy
- 2000 - Trifling with Fate - Fame
- 2000 - Coyote Ugly - Rachel
- 2000 - Whipped - Marie
- 2001 - Om ödet får bestämma - Halley Buchanan
- 2002 - The Sum of All Fears - Dr. Cathy Muller
- 2003 - Uppdraget - Layla Moore
- 2004 - I, Robot - Susan Calvin
- 2005 - Lord of War - Ava Fontaine
- 2006 - Gray Matters - Charlie Kelsey
- 2006 - Unknown - Eliza Coles
- 2007 - Noise - Helen Owen
- 2007 - Prey - Amy Newman
- 2009 - Bunker Hill - Erin Moriarty
- 2010– Blue Bloods (TV-serie) - Erin Reagan-Boyle
- 2010 - Ramona and Beezus - Dorothy Quimby
- 2011 - Battle: Los Angeles - Michele
- 2014 - John Wick - Johns fru
- 2014 - Midnight Sun